# 张玺 (动物学家)
张玺（1897年2月—1967年7月10日）:160，字尔玉，男，河北平乡人，中国海洋动物学家、湖沼学家，中国贝类学的开创者和奠基人。曾任中国科学院海洋研究所副所长。

## 生平
张玺幼年在家乡读书，1922年，張璽獲公費留學赴法國深造，攻讀海洋科学。兩年後，齐雅堂（后来另一位海洋动物学家齐钟彦的父亲）亦到了法国留學，攻读植物学。张玺和齐雅堂二人结识成为志同道合的朋友，為日後张玺和齐钟彦的合作埋下了伏筆。
1927年，張璽获里昂大学硕士学位，因此後來得以在里昂大学接受动物学研究室的瓦内教授指导，从事后鳃类软体动物的研究。1931年，張璽获法国国家博士学位。1932年，張璽回流中國，应聘为北平研究院动物研究所研究员，从事海洋动物的研究。1933年，與齊雅堂一同出任北平中法大學生物學系，任动物学及海洋生物学教授，从事海洋无脊椎动物学研究。
中國解放後，中法大学经济系、生物系并入南开大学，張璽亦隨同遷往南開大學。而后与童第周、曾呈奎等一起筹建并领导了位于青岛的中国科学院水生生物研究所海洋生物研究室（后扩建为海洋生物研究所、海洋研究所）。根據尤芳湖在其回憶錄記載，時任中國科學院副院長的竺可楨由於看重張璽作為一位曾經放洋留學學者的年富力強，而且具有管理才能，因此安排他與具相同特質的童第周及曾呈奎三人共同創立中科院的海洋研究所:13。1958年他参与筹建了南海海洋研究所，并且兼任所长；另外，他还被聘兼任中国科学院动物研究所的研究员，领导淡水、陆生贝类的工作。
1957年反右运动爆發，曾任九三學社青島支社副主任委員:11的張璽被划为右派。文革爆发后，张玺曾遭冲击。1967年7月，於山東省青島市病逝。

## 由他命名的分類單元
- 长全海笋 Barnea elongata Tchang, Tsi et Li, 1960[8][9][10]：海螂目鸥蛤科全海笋属，今作脆壳全海笋。

由張玺描述命名的物種一般都使用他的姓氏的漢語拼音「Zhang」，但較舊期的文獻也有可能仍舊用他的姓氏的法語拼寫「Tchang」，而未必所有文獻的編者都知道這兩個姓指的是同一人而懂得自行訂正。

## 重要著作
以下為張璽部分常被引用的著作：
- 张玺、齐钟彦等. 中国科学院海洋研究所 , 编.  10. 北京: 科学出版社. 1975: 105–128 （中文（简体））. |journal=被忽略 (帮助)

- 張璽等.  第一冊. 科學出版社. 1964  [2018-04-06] （中文（简体））.
- 張璽; 齊鍾彥; 張福綏; 馬綉同. . 海洋與湖沼. 1964, 5 (2): 124–138 （中文（简体））.
- 張璽; 齊鍾彥. . 科學出版社. 1962: 1–246 pp. （中文（简体））.
- 張璽; 齊鍾彥; 李潔民; 馬綉同; 王禎瑞; 黃修明; 莊啟謙. . 科學出版社: 274 pp. 1960 （中文（简体））.
- 張璽; 齊鍾彥; 李潔民. . 動物學報. 1960, 12 (1): 63–87 （中文（简体））.
- 張璽; 齊鍾彥. . 海洋與湖沼. 1959, 2 (4): 268–277 （中文（简体））.